# Pojktanten
|  | Denne artikel er oprettet af botten PalnaBot ud fra en ekstern database. Den kan derfor have sproglige fejl eller mangler. Denne skabelon kan fjernes efter kontrol af indholdet. |

Tantedrengen er en ungdomsfilm instrueret af Ester Martin Bergsmark efter manuskript af Ester Martin Bergsmark.

## Handling
Et dokumentarisk eventyr om et menneske mellem to køn, som for at overleve skaber et tredje. "Tantedrengen" er en hybridfilm om de forskellige aspekter af en skiftende androgyn krop. Der er flere aspekter i en person end øjet kan se. Vi bruger hele vores liv på at forsøge at finde en balance mellem seksuelle identiteter og en krop, der skifter fra barndommen, til puberteten, gennem voksendommen. Dette er en film om kampen at finde denne balance, og måske at finde fred. Gennem en række af intime badekarssamtaler mellem instruktøren Ester Martin Bergsmark og forfatteren Eli Levén fortæller filmen en historie om overlevelse, hvor den grimme virkelighed bliver blandet op i en fiktiv verden.